# Strefa Fresnela
Strefa Fresnela (czyt. „frenela”) – w radiokomunikacji (także w optyce) obszar propagowania energii sygnału radiowego znajdujący się wzdłuż linii łączącej nadajnik i odbiornik fal. Strefy Fresnela numerowane są liczbami naturalnymi, przy czym energia propagowana wewnątrz strefy pierwszej jest największa, a poza nią (w strefach o indeksach większych od 1) – maleje.
Strefy Fresnela w przestrzeni pozbawionej przeszkód kształtem przypominają elipsoidę obrotową ulokowaną pomiędzy masztami radiowymi nadajnika i odbiornika. Jej kształt zależy od różnych czynników m.in. od częstotliwości. Im wyższa częstotliwość, tym kształt strefy Fresnela jest smuklejszy, zgodnie ze wzorem opisującym promień strefy Fresnela (będący promieniem koła przecinającego elipsoidę) w punkcie P:
{\displaystyle F_{n}={\sqrt {\frac {n\lambda d_{1}d_{2}}{d_{1}+d_{2}}}},}
gdzie:
{\displaystyle F_{n}} – promień n-tej strefy Fresnela w metrach,
{\displaystyle d_{1}} – odległość od nadajnika w metrach,
{\displaystyle d_{2}} – odległość od odbiornika w metrach,
{\displaystyle \lambda } – długość fali radiowej w metrach.

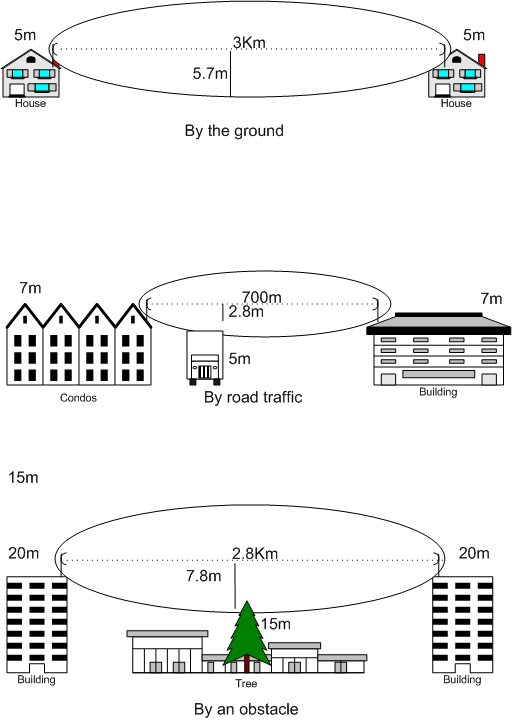
Przykłady sytuacji, w których znajdujące się wewnątrz pierwszej strefy Fresnela obiekty (od góry: powierzchnia ziemi, pojazdy na drodze, drzewa) wpływać będą niekorzystnie na odbiór fal radiowych

Promień przekroju każdej strefy Fresnela jest najwyższy w środkowej jej części i zmniejsza się do punktu anteny na każdym końcu.
Często użyteczną informacją jest maksymalny promień pierwszej strefy Fresnela. Występuje on w połowie drogi pomiędzy nadajnikiem i odbiornikiem, czyli dla {\displaystyle d_{1}=d_{2},} wówczas dla {\displaystyle D=d_{1}+d_{2},} {\displaystyle n=1} i {\displaystyle \lambda ={\frac {c}{f}}} mamy:
{\displaystyle r=8{,}657{\sqrt {\frac {D}{f}}},}
gdzie:
{\displaystyle r} – promień w metrach,
{\displaystyle D} – odległość w kilometrach,
{\displaystyle f} – częstotliwość sygnału w GHz.
Obiekty (wzgórza, drzewa, budynki itp.) znajdujące się w strefach Fresnela mają duży wpływ na propagację fali (szczególnie, jeśli znajdują się w strefie pierwszej): im jest ich więcej i im są większe, tym gorsze warunki przesyłu sygnału. Dla łączy o podwyższonej niezawodności działania cały obszar pierwszej strefy Fresnela powinien być wolny od przeszkód.
Następne (druga i kolejne) strefy Fresnela układają się koncentrycznie wokół pierwszej strefy i mają mniejsze znaczenie.